# 有本恵子
有本恵子（ありもと けいこ、1960年〈昭和35年〉1月12日 - ）は、北朝鮮による拉致被害者、政府認定の拉致被害者。

## 人物
有本家の三女として神戸市長田区に生まれる。子どもの頃よりおとなしく、たいへん手のかからない子であったという。神戸市外国語大学を卒業後、両親や姉たちの反対を押し切り、1982年4月からロンドンで1年間の語学留学をしたが、1983年（昭和58年）8月頃、「よど号事件」のハイジャック犯の妻であった八尾恵に声をかけられ、北朝鮮に拉致された。当時23歳だった。
有本は同年6月頃に日本へ帰国する予定の電報を実家に送っている。その後、コペンハーゲンで仕事が見つかったので帰国が8月になるという電報を送った。ところが帰国予定日になっても有本は帰国せず、心配した家族が航空会社に搭乗者リストについて問い合わせたところ、有本の名前はなく、キャンセルしたのも有本本人ではないという返答だった。有本の家族によれば、彼女の留学が終わる直前、一番下の妹がロンドンで会ってきたら帰り支度をしていたという。当時ヨーロッパで仕事を得ようとしている有本について、ホームステイ先のイギリス人夫妻は「ケイコの英語は仕事するには不十分」と考えていたが、八尾は「市場調査の仕事がある。いろんな外国に行けるよ」と有本に持ち掛け、「そんなうまい話があるはずない。その女性に会わせなさい」というイギリス人夫妻の忠告も有本には届かなかった。同年10月、貿易関係の仕事をしているなどという内容のはがきが2通家族に届き、その後、消息は途絶えた。
失踪から数年経った1988年9月、恵子の両親は、北海道の石岡と名乗る人物から、恵子が自分の息子（石岡亨）とともに北朝鮮にいるということを知らされる。というのも、石岡の家族のもとにポーランド消印のエアメールが届いており、それは「石岡・有本をふくむヨーロッパで失踪した3人の日本人は北朝鮮への長期滞在を余儀なくされたが、厳しい経済事情の当地での長期の生活は苦しく、特に衣服と教育、書籍について困窮している」旨の内容であったためである。
この件を知った恵子の両親は、石岡と松木の家族とともに、外務省や警察機関に相談をしたが、その際、外務省より「表面化すると、3人の命に保障がないので公表しないように」と助言されたという。「北朝鮮が拉致した日本人」（『コリア・タブーを解く』収載。初出は『諸君!』1991年3月号）のなかで西岡力は、「もしそれが事実なら、日朝国交交渉が始まるかなり前の時点で、外務省は『北朝鮮という国は日本人を自分の意思に反して国内にとどめておき、そのことを家族が日本で公表すると、その日本人の命に危害を加えかねない国だ』という認識を持っていたことになる」として外務省の姿勢に疑念を呈し、「そのような国に対して、なぜ国民の税金を使って経済協力やコメ支援をしなければならないのか、日本政府は当然その疑問に答えるべきだろう」との見解を示している。
彼女の拉致について、「産経新聞」1991年1月7日夕刊で「10年前欧州で蒸発の3日本人、『北朝鮮にいる』と手紙、自分の意思で行っていない?」、『週刊文春』1991年1月7日号では「日本人学生3人ヨーロッパで謎の失踪。そして北朝鮮から手紙が」などと報じられた。
事件については、「よど号」ハイジャック犯の柴田泰弘の妻にさせられた八尾恵が、2002年3月12日、東京地方裁判所において「私がロンドンにいる有本恵子さんを騙して北朝鮮に連れていきました」と証言している。八尾はまた、「よど号」メンバーと訣別し、同年6月に文藝春秋より自著『謝罪します』を出版し、そのなかで「私が有本恵子さんを誘拐しました」と証言した。さらに有本の両親に土下座もしている。八尾の犯罪については、同年3月20日の参議院外交防衛委員会で漆間巌警察庁警備局長が「我々としてはまだ時効になっていないものとして捜査を進めております」と答弁している。しかしながら、八尾本人は起訴も検挙もされておらず、この点について2013年（平成25年）の第183回国会では参議院議員より質問書が出された。2014年の第186回国会でも、この件について、衆議院予算委員会において批判を受けた。
警視庁公安部は「よど号」犯人の魚本公博を国際手配し、北朝鮮に対し所在の確認と身柄の引き渡しを要求している。

## 北朝鮮側の説明
北朝鮮側の説明によれば、有本は1985年に石岡亨と結婚、一児をもうけたものの、1988年にガス中毒で一家3人全員が死亡したとしている。しかし、北朝鮮側は遺体が洪水で流失したとしており、遺体の確認をしていない。
なお、2004年11月の第3回日朝実務者協議で北朝鮮側は、2002年に日本政府調査団に提供された8人の死亡確認書と横田めぐみの病院死亡台帳が「本来存在しないものを捏造した」ものであることを認めている。

## 八尾恵の証言
八尾恵の証言によると、1983年1月頃、平壌市内の「よど号グループ」の拠点で、八尾はグループのリーダーだった田宮高麿（1995年死亡）から「ロンドンで日本革命の中核となる人を発掘、獲得してほしい。男性ばかりでなく、女性も。25歳くらいまでの若い女性がいい」と指示され、有本恵子を拉致することとした。彼女をデンマークのコペンハーゲンで魚本公博に引き合わせ、魚本が北朝鮮へ連れ出したという。また、田宮の妻森順子と若林盛亮の妻若林佐喜子がヨーロッパで男性2人を獲得したという話を聞いたといい、「有本さんは、彼らと結婚させるための拉致だったと思う」とも証言した。